# 八木原圀明
八木原 圀明（やぎはら くにあき、1946年11月27日 - ）は、日本の登山家。社団法人日本山岳協会第11代会長、日本ヒマラヤ協会理事。群馬県前橋市出身。群馬県立前橋商業高等学校卒業。

## 来歴
中学時代から上毛三山や谷川岳への登山を重ね、高校卒業後に群馬ミヤマ山岳会に入会した後、谷川岳一ノ倉沢衝立岩正面壁ミヤマルート初登攀を達成した。
1971年からヒマラヤへ通い始める。以後、1975年にダウラギリⅣ峰、1981年にヤルン・カンへの登頂を果たした。その後、ダウラギリI峰南東稜初登攀、冬季アンナプルI峰南壁初登攀（1987年）、冬季エベレスト南西壁初登攀（1993年）と3つの世界初を記録した。
映画『植村直己物語』や映画『エヴェレスト神々の山嶺』では撮影隊々長を務めた。
また、日本山岳協会国際部長、群馬県山岳連盟理事長など、登山界の要職を歴任、2015年から日本山岳協会の会長職を務めるなど日本登山界の大御所としても知られる。
1991年の冬期エベレスト遠征の際に使用した防寒肌着姿の写真が、長年にわたり日本直販の広告として使用されている。
2023年春、旭日小綬章を受章した。
2024年現在、谷川岳ロープウェイ土合口駅近くの「谷川岳山岳資料館」館長を務める。

## 年表
- 1971年 群馬岳連隊としてダウラギリⅣ峰（7661m）偵察隊に参加。
- 1972年 群馬岳連隊としてダウラギリⅣ峰遠征隊に参加。メンバー1人が高山病で死亡し撤退。
- 1975年 カモシカ同人隊ダウラギリⅣ峰遠征隊に参加し登頂に成功。
- 1981年 HAJ隊としてヤルン・カン（カンチェンジュンガ西峰、8505m）に登頂。
- 1984年 HAJ隊隊長としてジチュ・ダケ南峰（7000m）に登頂。
- 1985年 『植村直己物語』撮影隊隊長としてエベレストに登り、映画クルーの撮影をサポートしつつ、自らも南東稜登頂を果たすという離れ業をやってのけた。
アンナプルナ冬期遠征でも隊長を務めたが、山田昇ら3人が落石で負傷したことにより登頂を断念。
- 1986年 HAJ隊隊長として雪宝頂に挑戦。初登頂を成し遂げた。
- 1991年 「群馬県サガルマータ南西壁登山隊」に加わり、隊長に就任。サガルマータ南西壁登頂を目指すも悪天候のため断念。
- 1993年 群馬岳連隊隊長としてチョ・オユー登頂、エベレスト南西壁登頂に成功。
- 2003年8月 「2003イエティ捜索隊」に加わり、副隊長に就任。ネパール・ヒマラヤのダウラギリ山群を探検。イエティの発見を目指したが、失敗した。
- 2008年8月「イエティ捜索隊2008」（隊長：高橋好輝）に加わり、副隊長に就任。再度、ダウラギリ山群に属するグルジャヒマール南東稜を捜索する。
- 2015年5月 日本山岳協会の総会において第11代会長に選出される。

## 著書
- 『氷壁に刻む：山田昇・八木原圀明二人の登攀史』（上毛新聞社, 1990年）
- 『8000メートルの勇者たち：ヒマラヤニスト・山田昇とその仲間の足跡』（山と渓谷社, 1990年）

## 関連文献
- 佐瀬稔著『ヒマラヤを駆け抜けた男：山田昇の青春譜』（東京新聞出版局, 1990年）
- 大西宏著『遠く高く』（悠々社, 1993年）

## 関連人物
- 山田昇
- 名塚秀二
- 三枝照雄